# 忠孝路 (屏東市)
忠孝路（Jhongsiao Rd.）是屏東縣屏東市的南北向重要幹道，本道路編號台3線，並與縣道189號堤防路成Y字叉路，可通往台1線高屏大橋。北起隘寮溪接九如鄉九如路一段，沿線經屏北機場外環與屏東市北區，並跨越崇蘭舊圳，最後止於民族路口，而台3線則於勝利路口延續本道路往南。因為忠孝路往北沿台3線可通往九如鄉、國道三號九如交流道、里港鄉及高雄市旗山、美濃，所以也是屏東市區南北長途往來北屏東鄉鎮地區相當重要的道路。

## 行經行政區域
- 屏東市

## 沿線設施
（由北至南）
- 堤防路
- 六合橋
- 屏北機場
- 向日葵護理之家
- 真善美老人安養院
- 台灣中油千越加油站海豐站
- 私立有能汽車駕訓班
- 台亞石油百利中孝加油站
- 忠孝橋
- 台灣電力公司屏東區營業處
- 振芳冷凍食品廠
- 台糖加油站崇蘭站
- 屏東縣政府消防局
- 台糖加油站廣興站
- 交通部公路總局屏東監理站
- TOYOTA北屏東營業所
- 樂車福汽車生活館屏東館
- 屏東高級中學
- 屏東教會
- NISSAN裕昌汽車屏北營業所
- 龍鳳樓囍宴廣場
- 幸德中醫診所
- 麥當勞屏東自由店
- 屏東縣議會
- 正筠小籠湯包
- 台灣中油加油站忠孝路站
- 天主教道明幼兒園
- 基督教聖公會聖馬可堂
- 民眾醫院
- 忠孝園環
- 循理會屏東教會

## 本道路交通
- 屏東客運
  - 8216 屏東－九如－里港
  - 8217 屏東－九如－里港－高樹
  - 8218 屏東－九如－里港－大津
  - 8220 屏東－九如－里港－美濃

- 統聯客運
  - 1613 屏東－九如交流道－國道一號－台北

- 國光客運
  - 1839 屏東－九如交流道－國道一號－台北
  - 1873 屏東－九如交流道－國道一號－台中